# 金琪焄
金琪焄（谚文：김기훈，朝鲜汉字：金琪焄，1967年7月14日—），是韩国著名的男子短道速滑运动员。他是1992年冬季奥林匹克运动会1000米、5000米接力和1994年冬季奥林匹克运动会1000米三枚金牌得主。

## 职业生涯
1992年世界短道速滑锦标赛中，金琪焄获得全能冠军。
1992年阿尔贝维尔冬奥会中，金琪焄获得1000米和5000米接力两枚金牌。1994年利勒哈默尔冬奥会中，他再次获得1000米金牌。

## 资料来源
- 奥林匹克成绩(英文) （页面存档备份，存于）
- 金琪焄-国际滑冰联盟（ISU）
- 金琪焄-Olympedia